# گتیشن
گتیشن (به ارمنی: Գետիշեն) یک منطقهٔ مسکونی در ارمنستان است که در نور آستغابرد واقع شده‌است.  در  کیلومتری جنوب کاپان، مرکز استان سیونیک واقع شده است.

## خصوصیات
گتیشن ۸۷ نفر جمعیت دارد و در ارتفاع  متر بالاتر از سطح دریا قرار گرفته است.